# Glyphodes oriolalis
Glyphodes oriolalis là một loài bướm đêm trong họ Crambidae.